# ダニイル・グレイヘンガウス
ダニイル・マルコヴィチ・グレイヘンガウス （露: Даниил Маркович Глейхенгауз、ロシア語ラテン翻字: Daniil Markovich Gleikhengauz (旧表記 Gleichengauz)，1991年6月3日 - ）は、ロシアのフィギュアスケート選手（アイスダンス, 男子シングル）、振付師、コーチ。

## 経歴
2007年のロシアジュニア選手権男子シングルの銅メダリスト。ジュニアグランプリシリーズ出場。
アイスダンスの選手としては、パートナーのクセニヤ・コロブコワと2011-2012年シーズンから国際試合に出場し、2011年のNRW杯で優勝した。
引退後はモスクワのSDUSSHOR 37（現サンボ70）でエテリ・トゥトベリーゼらとともに、コーチ並びに振付師として活躍している。

## 主な作品
振付を手がけた作品の一部を以下に記載する。
エフゲニア・メドベージェワ
「アンナ・カレーニナ」（2017-2018）、「ムーンライト伝説」（2016-2017）
アリーナ・ザギトワ
「ブラック・スワン, ムーンライト」（2017-2018）、「ドン・キホーテ」（2016-2017, 2017-2018）、「オペラ座の怪人」（2018-2019）、「カルメン」（2018-2019）
ポリーナ・ツルスカヤ
「Light of the Seven」（2016-2017, 2017-2018）、「アルビノーニのアダージョ」（2015-2016）
イヴァン・リギーニ
「リバーダンス」（2017-2018）
イリヤ・スキルダ
「ワンス・アポン・ア・タイム・イン・アメリカ」（2016-2017）
アディアン・ピトキーエフ
「Pain, Appassionata」（2015-2016）

## 主な戦績

### アイスダンス
| Event                                  | 2011-12 |
| -------------------------------------- | ------- |
| ロシアジュニアフィギュアスケート選手権 | 11th    |
| NRW杯                                  | 1st J.  |
| Pavel Roman Memorial                   | 1st J.  |
| J. = ジュニアクラス                    |         |

### 男子シングル
| Event                                                     | 2002-03 | 2003-04 | 2004-05 | 2005-06 | 2006-07 | 2007-08 | 2008-09 |
| --------------------------------------------------------- | ------- | ------- | ------- | ------- | ------- | ------- | ------- |
| 2007年世界ジュニアフィギュアスケート選手権                |         |         |         |         | 19      |         |         |
| ロシアフィギュアスケート選手権                            |         |         |         |         |         | 17      |         |
| ロシアジュニアフィギュアスケート選手権                    |         |         |         |         | 3       | 9       | 8       |
| 2007/2008 ISUグランプリシリーズ JGPジョン・カリー記念     |         |         |         |         |         | 5       |         |
| 2005/2006 ISUジュニアグランプリシリーズ JGPモントリオール |         |         |         | 7       |         |         |         |
| トリグラフトロフィー                                      | 8 J.    |         |         |         |         |         |         |
| J. = ジュニアクラス                                       |         |         |         |         |         |         |         |